# Hedy Lamarr
Hedy Lamarr, născută Hedwig Eva Maria Kiesler (n. 9 noiembrie 1914, Viena, Austro-Ungaria – d. 19 ianuarie 2000, Casselberry⁠(d), Florida, SUA) a fost inventatoare și actriță americană de origine austriacă.
După ce și-a început cariera cinematografică în Austria, a devenit vedetă la Hollywood la sfârșitul anilor 1930. A fost inclusă în National Inventors Hall of Fame în 2014 pentru invenția ei, o telecomandă radio pentru torpile, pe care a început să o dezvolte în timpul celui de-al Doilea Război Mondial pentru Marina SUA.

## Biografie

### Primii ani
Hedy Lamarr s-a născut în 1914 la Viena în Austro-Ungaria ca Hedwig Eva Maria Kiesler, singurul copil al Gertrudei (Trude) Kiesler (3 februarie 1894 – 27 februarie 1977) și al lui Emil Kiesler (27 decembrie 1880 – 14 februarie 1935). 
Mama ei, Gertrud născută Lichtwitz, venea de la Budapesta, avea educație muzicală și era pianistă de concert. Tatăl ei, Emil Kiesler, născut la Lemberg, a fost director al Vienna Bankverein (Asociația Băncilor din Viena). 
Hedy Lamarr a urmat o școală privată și a primit lecții de pian, balet și a învățat limbi străine.

### Cariera artistică
La începutul anului 1933, la vârsta de 18 ani, a jucat în filmul Ecstasy regizat de Gustav Machatý, filmat la Praga în Cehoslovacia. Rolul lui Lamarr a fost de tânără soție neglijată a unui bătrân indiferent.
La vârsta de 19 ani, pe 10 august 1933, Hedi Lamarr s-a căsătorit cu Friedrich Mandl. Soțul ei, cu reputația de a fi fost al treilea cel mai bogat bărbat din Austria, era producător de armament și muniție. În autobiografia sa „Ecstasy and Me”, Lamarr l-a descris pe Mandl ca fiind un bărbat extrem de posesiv, care a îndepărtat-o de carieră și a ținut-o prizonieră în castelul lor Schloss Schwarzenau. Deși pe jumătate evreu, Mandl a avut strânse legături sociale și de afaceri cu guvernele fasciste din Italia și Germania, respectiv cu Benito Mussolini și Adolf Hitler cărora le-a vândut muniție.
Mariajul celor doi devenind insuportabil, ea a inventat un șiretlic pentru a părăsi atât căsătoria cât și țara. În Ecstasy and Me, Lamarr a povestit că s-a deghizat în propria ei servitoare și a fugit. Zvonurile spuneau că Lamarr l-a convins pe Mandl să îi permită să poarte toate bijuteriile ei la cină, apoi a dispărut.
Inițial a plecat la Paris apoi l-a întâlnit pe Louis B. Mayer la Londra. Acesta a angajat-o și a insistat să-și schimbe numele în Hedy Lamarr  — ea era cunoscută sub numele de „doamna Ecstasy”. Mayer i-a ales numele de famile după frumoasa stea a filmului mut, Barbara La Marr, care murise de tuberculoză în 1926. Lamarr a primit recenzii bune la debutul ei în filmul american Algiers (1938) cu Charles Boyer, care a cerut ca Lamarr să fie inclusă în distribuție după ce a întâlnit-o la o petrecere.
La Hollywood ea a jucat invariabil rolul seducătoarei plină de farmec exotic. Lamarr a jucat alături de cei mai populari bărbați ai epocii. Multele ei filme includ: Boom Town (1940) cu Clark Gable și Spencer Tracy, Comrade X cu Clarck Gable, White Cargo (1942), Tortilla Flat (1942) cu Spencer Tracy și John Garfield, H. M. Pulham, Esq. (1941) cu Robert Young și Dishonored Lady (1947). În 1941 Lamarr a jucat alături de Lana Turner și Judy Garland în Ziegfeld Girl.

### Inventatoare
Hedy Lamarr a avut multe alte preocupări și interese în afara profesiei ei de actriță. Pasionată de design și inventatoare talentată, ea a declarat că ideile îi veneau „în mod natural”. Până la sfârșitul vieții, Lamarr a continuat să aibă idei novatoare și a lăsat în urmă multe proiecte ingenioase, care au fost puse pe hârtie, dintre care unul a fost brevetat în 1942.
Din conversațiile cu prietenul ei, compozitorul avangardist George Antheil, un antifascist, pasionată cum era, a dat naștere ideii unei invenții pentru a pune capăt, potrivit spuselor ei, torpilării navelor de pasageri.

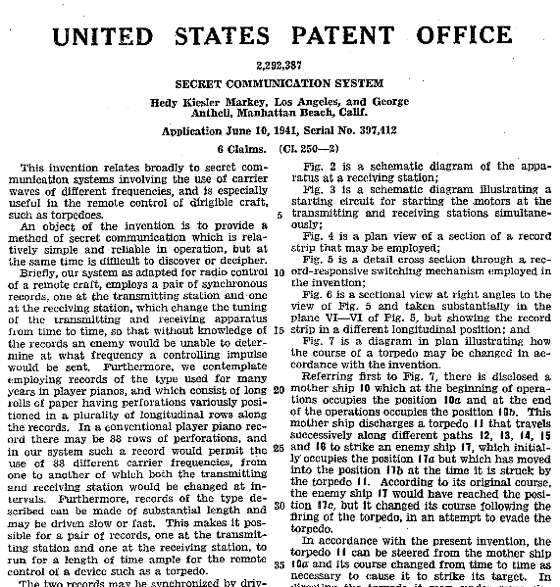
Brevet pentru un „sistem de comunicare secret”

Hedy Lamarr, oponentă a național-socialismului în al Doilea Război Mondial, a dezvoltat o telecomandă radio pentru torpile în 1940, pentru care a solicitat un brevet. Această invenție făcea dificil de reperat torpilele datorită schimbării automate a frecvențelor. Baza invenției a constituit-o ideea apărută atunci când, împreună cu compozitorul George Antheil, au încercat să sincronizeze 16 pianole pentru baletul său („Ballet Mécanique”) folosind benzile perforate pentru piane mecanice.
S-a speculat că Lamarr se familiarizase cu tehnologiile diferitelor arme în timpul căsătoriei (1933–1937) cu Friedrich Mandl și că tot atunci ar fi putut avea acces la informații secrete, inclusiv în domeniul tehnologiei radio.
Lamarr și Antheil au lucrat la ideea lor timp de câteva luni înainte de a o prezenta Consiliului Național al Inventatorilor în decembrie 1940. Consiliul a fost prezidat de Charles Kettering, director de cercetare la General Motors. Kettering a sugerat ca Lamarr și Antheil să patenteze ideea. Cu sprijinul unui profesor specialist în electrotehnică de la Institutul de Tehnologie din California, au pregătit documentația pentru obținerea brevetului. Pe 11 august 1942 Oficiul de Brevete al SUA a eliberat Brevetul nr. 2 292 387.
Din diverse motive, acest brevet pentru controlul la distanță al torpilelor și protecția împotriva semnalelor de bruiaj ale inamicului, nu a fost folosit. În primul rând, utilizarea benzilor de hârtie perforate (practic tehnologia cardului perforat din secolul al XIX-lea) era în 1941 depășită, iar controlul rolei de hârtie pentru sincronizarea automată a pianelor nu avea nimic de-a face cu comunicarea secretă sau cu controlul rachetelor ghidate. De asemenea, brevetul a rămas destul de vag cu privire la modul în care trebuia implementată de fapt conexiunea dintre benzile perforate care rulau sincron și telecomandă. Mai mult, încă din anii 1920 existau mai multe brevete secrete în SUA similare cu ideea Lamarr-Antheil. În plus, în SUA era clar încă din 1930 că  nu era posibil controlul torpilelor prin radio. Prin urmare, tot conținutul tehnic al brevetului Lamarr-Antheil era irelevant și nu a avut nicio influență asupra progresului ulterior al războiului naval. Ideea de „salt de frecvență” nu provenea de la Hedy Lamarr, ci era mult mai veche. A o considera pe Lamarr, actriță celebră la acea vreme, inventatoarea controlului deplasării torpilelor se baza pe exploatarea ideii ca parte a propagandei de război din SUA. Romuald Scibor-Marchocki, care a dezvoltat geamanduri-sonar pentru vânătoarea submarinelor, în Laboratoarele Hoffman pentru Marina SUA la mijlocul anilor 1950, a confirmat o jumătate de secol mai târziu că această comunicație radio cu geamanduri a fost dezvoltată pe baza brevetului Lamarr-Antheil. La începutul anilor 1960, o dronă zburătoare a fost echipată, de asemenea, cu un sistem de comunicare bazat pe acest concept. În timp ce sistemul de pe geamandura din anii 1950 era încă implementat mecanic cu un tambur care se rotea rapid, similar cutiilor muzicale, drona de supraveghere era echipată cu tehnologie digitală care permitea schimbări foarte rapide de frecvență.

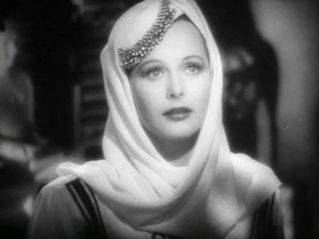
Hedy Lamarr în Lady of the Tropics

În 1962 unele nave maritime au folosit o versiune mai avansată a tehnologiei. Schimbarea simultană a frecvenței, numită „salt de frecvență” este utilizată în tehnologia comunicațiilor, de exemplu în Bluetooth.
Lamarr a primit premiul Electronic Frontier Foundation Pioneer Award în 1997 pentru invenția sa. În 2014 Hedy Lamarr a fost inclusă postum în muzeul  National Inventors Hall of Fame.

### Ultimii ani

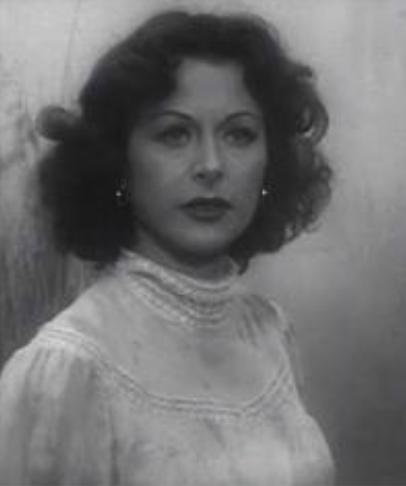
Hedy Lamarr în filmul A Lady Without Passport (1950)

Lamarr a devenit cetățean american pe 10 aprilie 1953, la vârsta de 38 de ani. În 1966 ea a fost arestată pentru furt din magazine în Los Angeles. Acuzațiile au fost retrase în cele din urmă. În 1991 ea a fost arestată pentru aceeași acuzație în Florida, de data aceasta pentru suma de 21,48 dolari (laxative și picături pentru ochi). În schimbul promisiunii de a nu încălca orice lege timp de un an, acuzațiile au fost retrase din nou.
În conformitate cu autobiografia ei, Ecstasy and Me (1966), în timp ce încerca să fugă de soțul ei, Friedrich Mandl, a nimerit într-un bordel și s-a ascuns într-o cameră goală. În timp ce soțul ei o căuta în bordel, un bărbat a intrat în cameră și ea a făcut sex cu el pentru a putea rămâne ascunsă. În cele din urmă a scăpat de soțul ei atunci când a angajat o servitoare nouă care-i semăna ulterior e a drogat-o și i-a folosit uniforma ca pe o deghizare pentru a scăpa.
Lamarr a murit la Casselberry, Florida, la 19 ianuarie 2000 la vârsta de 85 de ani. Certificatul ei de deces menționează trei cauze: insuficiență cardiacă, boli cardiace valvulare și ateroscleroză cardiacă. Moartea ei a coincis cu împlinirea vârstei de 55 de ani a fiicei sale, Denise. Fiul ei, Anthony Loder (1947 – 2023), a răspândit cenușa actriței în Pădurea Vieneză, conform ultimelor ei dorințe. De asemenea, el a scris o carte despre mama sa în 2012 împreună cu jurnalistul german Jochen Förster, care a fost republicată în 2014, cu ocazia împlinirii a 100 de ani de la nașterea actriței, într-o nouă ediție revizuită. 

## Căsătorii și descendenți

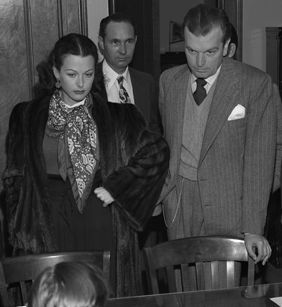
Hedy Lamarr și soțul ei, John Loder (1946)

Lamarr a fost căsătorită de șase ori și a avut trei copii, dintre care unul adoptat:
1. Friedrich Mandl (căsătorie între 1933–1937), președinte al Hirtenberger Patronen-Fabrik;[41]
2. Gene Markey (căsătorie între 1939–1941), scenarist și producător; copilul lor a fost:

- James Lamarr Markey (n. 9 ianuarie 1939), adoptat la 12 iunie 1939 și adoptat apoi de John Loder;

3. John Loder (căsătorie între 1943–1947), actor; copiii lor au fost:
- Denise Loder (n. 19 ianuarie 1945), căsătorită cu Larry Colton, scriitor și fost jucător de baseball;
- Anthony Loder (n. 1 februarie 1947 – 24 mai 2023):

4. Ernest „Teddy” Stauffer (căsătorie între 1951–1952), proprietar elvețian de club de noapte și de restaurant și fost șef de orchestră;
5. W. Howard Lee (căsătorie între 1953–1960), petrolist din Texas (ulterior căsătorit cu actrița Gene Tierney);
6. Lewis J. Boies (căsătorie între 1963–1965), avocat la divorțul lui Lamarr.

## Filmografie
| An   | Titlu                        | Rol                   | Rol principal   | Note                                     |
| ---- | ---------------------------- | --------------------- | --------------- | ---------------------------------------- |
| 1930 | Geld auf der Straße          | Young Girl            | Georg Alexander | Titlu în engleză: Gold on the Street     |
| 1931 | Sturm im Wasserglas          | Secretary             | Paul Otto       | Titlu în engleză: Storm in a Water Glass |
| 1931 | Die Koffer des Herrn O.F.    | Helene                | Alfred Abel     | Titlu în engleză: The Trunks of Mr. O.F. |
| 1932 | Man braucht kein Geld        | Käthe Brandt          | Heinz Rühmann   | Titlu în engleză: No Money Needed        |
| 1933 | Ekstase                      | Eva Hermann           | Aribert Mog     | Titlu în engleză: Ecstasy                |
| 1938 | Algiers                      | Gaby                  | Charles Boyer   |                                          |
| 1939 | Lady of the Tropics          | Manon deVargnes Carey | Robert Taylor   |                                          |
| 1940 | I Take This Woman            | Georgi Gragore Decker | Spencer Tracy   |                                          |
| 1940 | Boom Town                    | Karen Vanmeer         | Clark Gable     |                                          |
| 1940 | Comrade X                    | Theodore              | Clark Gable     |                                          |
| 1941 | Come Live With Me            | Johnny Jones          | James Stewart   |                                          |
| 1941 | Ziegfeld Girl                | Sandra Kolter         | James Stewart   |                                          |
| 1941 | H.M. Pulham, Esq.            | Marvin Myles Ransome  | Robert Young    |                                          |
| 1942 | Tortilla Flat                | Dolores Ramirez       | Spencer Tracy   |                                          |
| 1942 | Crossroads                   | Lucienne Talbot       | William Powell  |                                          |
| 1942 | White Cargo                  | Tondelayo             | Walter Pidgeon  |                                          |
| 1944 | The Heavenly Body            | Vicky Whitley         | William Powell  |                                          |
| 1944 | The Conspirators             | Irene Von Mohr        | Paul Henreid    |                                          |
| 1944 | Experiment Perilous          | Allida Bederaux       | George Brent    |                                          |
| 1945 | Her Highness and the Bellboy | Princess Veronica     | Robert Walker   |                                          |
| 1946 | The Strange Woman            | Jenny Hager           | George Sanders  |                                          |
| 1947 | Dishonored Lady              | Madeleine Damien      | Dennis O'Keefe  |                                          |
| 1948 | Let's Live a Little          | Dr. J.O. Loring       | Robert Cummings |                                          |
| 1949 | Samson and Delilah           | Delilah               | Victor Mature   | Primul său film în Technicolor           |
| 1950 | A Lady Without Passport      | Marianne Lorress      | John Hodiak     |                                          |
| 1950 | Copper Canyon                | Lisa Roselle          | Ray Milland     |                                          |
| 1951 | My Favorite Spy              | Lily Dalbray          | Bob Hope        |                                          |
| 1953 | L'amante di Paride           |                       |                 | Titlu în engleză: The Lovers of Paris    |
| 1955 | Eternal Woman                | Herself               | Massimo Serato  |                                          |
| 1957 | The Story of Mankind         | Joan of Arc           | Ronald Colman   |                                          |
| 1958 | The Female Animal            | Vanessa Windsor       | George Nader    |                                          |

## Legături externe
- Site web oficial of the Estate of Hedy Lamarr (CMG Worldwide).
- Hedy Lamarr Foundation Arhivat în 13 noiembrie 2015, la Wayback Machine.
- Patent 2292387, owned by Hedy Kiesler Markey AKA Hedy Lamarr
- "The unlikely life of inventor and Hollywood star Hedy Lamarr" (article and audio excerpts), Alex McClintock and Sharon Carleton, Radio National, Australian Broadcasting Corporation. 14 July 2014.
- Hedy Lamarr la Internet Movie Database
- Hedy Lamarr la TCM Movie Database
- Hedy Lamarr at Reel Classics
- Hedy Lamarr at Inventions Arhivat în 9 iunie 2010, la Wayback Machine.
- Hedy Lamarr: Q&A with Author Patrick Agan, Andre Soares, Alt Film Guide, circa 2013.
- Hedy Lamarr profile at Virtual History (photographs and literature) (ignore inaccurate year of birth at this site)